# 色 (サムライスピリッツ)
色（しき、Shiki）はSNKの対戦型格闘ゲーム『サムライスピリッツ』シリーズなどに登場する架空の人物。

## 概要
『SAMURAI SPIRITS 〜侍魂〜』（以下『侍魂』と表記）にて初登場したキャラクター。武器は二振りの直刀。
元々はとある村で生まれたごく普通の少女であり、家族（両親と兄）と共に暮らしていたが、暗黒神誕生に必要である「半陰の女」を探し求めていた壊帝ユガにより村を焼かれて家族を失い、誘拐されて心を奪われユガの意思のままに動く“人形”と化す。
その後は、ユガの新しき肉となるべき子を宿す宿命を持つ「半陰の女」として、対となる「半陽の男」を手に入れるべく、ユガの命により刺客として送り込まれ、「半陽の男」たる剣士・覇王丸を生きたまま捕らえ、闇へと連れ去るために、彼を追う。
『SAMURAI SPIRITS 2 〜アスラ斬魔伝〜』（以下『アスラ斬魔伝』）では、一度はユガの呪縛から逃れ、記憶を頼りに自らの古里を探して流離う日々を送っていた。しかし、ユガの僕である反面のアスラに淡い思いを抱き、彼が戦いに敗れて傷付いているところを介抱したために再びユガに捕らえられ、完全に洗脳された「半陰となりし色」となる。その後、反面のアスラとの子・命（みこと）を身ごもる。娘の命を産んだ後、彼女を覇王丸と花諷院和狆に預け、消息不明となった。
『剣客異聞録 甦りし蒼紅の刃 サムライスピリッツ新章』では、命（みこと）のエンディングで、反面のアスラと共に登場している。後光が差した若いままの状態で登場しており、幻影か現実か曖昧な描写となっているが、自分たちはいつでも命と共にあると励ましの言葉をかけた。
時系列で『侍魂』の前となる『SAMURAI SPIRITS（2019）』では、恐山で記憶を失くした状態で目覚め、あてもなく各地を彷徨い歩。エンディングでは自らが倒した静御前の昇天を目にしたことで記憶の欠片が蘇りかけるも、ユガによって闇に連れ戻され再び眠りに就いた。

### キャラクターデザイン
北千里のラフ画の解説によれば「知的な感じの美女。人間臭さをあまり持たない透明な雰囲気のキャラクター」。
黒髪のショートカットヘアに、左右で色の違う瞳を持っている。生来の目の色は青色だったが、ユガの呪縛が不完全なため、左目が赤く、右目は青くなっている。
右肩から背中、そして左の太腿にかけて刻まれた「蛇の模様」は、色が生まれた時からあったものであり、その上に刻まれた「ユガの紋章」は後に起こる「事件」が引き金となり表面化したもの。『SAMURAI SPIRITS（2019）』ではまだ「ユガの紋章」は刻まれておらず、背中に見えるのは「蛇の模様」のみとなっている。
何とも言えない妖しい魅力を漂わせる女性として設定されており、『侍魂』開発スタッフによれば、蠱惑的な台詞が多いのも、色のキャラクターコンセプトから流れるイメージによるものだという。
衣装は身体にぴったり沿う伸縮性のある生地で、左右横にスリットが入り裾を斜めにカットされた青色のタートルネックのインナードレスの上から、右側の裾に花の模様が入った黒い着物を羽織っている。この衣装は大人の女性が持つ色気を狙ってデザインされており、当初はもっと足を隠していたが、諸事情で現在のものとなった。両腕に青いグローブと籠手を着用している。

### 武器
無名
1787年が舞台の『SAMURAI SPIRITS（2019）』では、恐山のふもとで拾った名もなき一対の刀を使って戦う。
陰魔輪・陽神輪
1790年が舞台の『侍魂』では、鍔のない二本の直刀「陰魔輪（おんまりん）」と「陽神輪（ようしんりん）」を用いる。
デザインは共通だが長さが異なり、左手用の刀の方が長い。元々は魔界の中心のある場所に永い間突き刺さっており、ユガによって引き抜かれ色に与えられるまでの間に何体もの魔物が抜こうとしたが、並の魔物では刀の発する結界により近付けず、羅将神ミヅキでさえ掴めはしたものの、引き抜くことはできなかった。
刀身は古墳時代に大陸から伝えられたものに近いが、十数枚にも及ぶ鉄を幾重にも合わせて鍛え上げているため硬度はきわめて高い。また、二振りの刀は磁石のように常に引き合い、離れると共鳴しあい、不可思議な高い音色を発するという。
『アスラ斬魔伝』の羅刹（半陰となりし色）は後述の通り陰魔輪・陽神輪の代わりに光の刃を武器として振るうが、この武器については設定などは明かされていない。
| 刀銘         | 陰魔輪（おんまりん）、陽神輪（ようしんりん）     |
| 作           | 不明（恐山にある洞窟の祠に祀ってあったもの）     |
| 作日         | 6月6日（刀の封紙に書かれていた日付。年数は不明） |
| 刀剣の分類   | 直刀                                             |
| 日本刀の分類 | 環頭太刀の一種？                                 |
| 刀身         | 二尺六寸、一尺六寸                               |
| 造りこみ     | 切刃造り                                         |

### 他キャラクターとの関係
ユガに操られた状態ではユガに崇拝の念を抱いている。
覇王丸を捜し求めているが、これはユガの命令によるもので色が覇王丸に特別な感情は持っているわけではない。そして、覇王丸の方も色を恋愛対象としては見ていないが、剣士としては認めている。また、『アスラ斬魔伝』から20年後を描いた『剣客異聞録 甦りし蒼紅の刃 サムライスピリッツ新章』で、覇王丸は色の娘である命を花諷院和狆や花諷院骸羅らと共に養育している。

### 『サムライスピリッツ』シリーズ以外での設定
『ネオジオバトルコロシアム』（以下『NBC』）では、壊帝ユガの生み出そうとする陰陽一体の暗黒神に興味を抱いたWEREZにより、アスラと共に次元の彼方から呼び寄せられる。色は自らを支配するユガの掌中、闇の世界へ帰るために、孤独な戦いを続けていた。
『SNK VS. CAPCOM SVC CHAOS』（以下『SVC』）『NBC』『SNK GALS' FIGHTERS』では、エンディングで元の時代に戻ってきた色が命らしき赤ん坊を抱えて彼女の預け先へと向かう様子が描かれている。

## 半陰となりし色
ユガの理想とする“半陰の女”の完成体といえる存在。色が反面のアスラとの出会いによって再びユガの呪縛を受け、操り人形となった。
ゲーム上での「半陰となりし色」は『アスラ斬魔伝』での羅刹の姿。呪縛が完全になったために両目が赤く、背中の「蛇の模様」は蛇の骨の絵柄になっている。また、髪型もショートカットではなく長い後れ毛をうなじ部分から毛先にかけて紐で縛った白髪となり、衣装のデザインも修羅の色とは全く違うものとなっている。
また、修羅と異なり戦闘中は基本的に素手であり、攻撃時には手に短刀程度の長さの光の刃を生み出して振るう。
『SVC』でデミトリ・マキシモフの「ミッドナイトブリス」を喰らうと、この姿になる。

## ゲーム上のキャラクター性能
侍魂
手数は多いが、全体的に攻撃発生の遅い通常技が多く、扱いづらい面もあるが、豊富な技の種類によりそれをカバーできる。
SNK VS. CAPCOM SVC CHAOS
優れた必殺技を持ってはいるが通常技の性能が貧弱で、牽制能力が高くないため、パワーゲージへの依存度が高い。
ネオジオバトルコロシアム
通常技は振りが大きく発生が全体的に遅めで、必殺技も攻撃発生の遅いものがほとんどであり、味方の体力回復待ち&パワーゲージ溜めに専念するのが無難である。
通常技から通常技へと繋がる連係があるなど独自の要素を持っている。
瞬間移動、追加入力がある突進技、空中から奇襲する技など扱いが難しいキャラクターとなっている。
SAMURAI SPIRITS (2019年版)
突進技や飛び込み攻撃、ワープ技など、近距離戦に持ち込める技を多く持つが、リーチが短いので中〜遠距離戦を苦手とし、中級者〜上級者向けのキャラクターとなっている。

## 技の解説
※（）内のカナ文字はサンスクリット語読み。『侍魂』および『アスラ斬魔伝』では、修羅の技は日本語読みのみが併記され、羅殺の技はサンスクリット語読みも併記される。

### 投げ技
是無（ぜむ）
『SVC』および『NBC』における通常投げ。片手で相手を掴み、もう片方の手に持った刀で斬り付ける。
虚空（こくう）
『SVC』における通常投げ。片手で相手を掴み、宙返りするように斬り付けて反対側へ吹き飛ばす。

### 必殺技
露祓（つゆはらい）
『侍魂』、『アスラ斬魔伝』における修羅の必殺技。
下段の突進技で、両手の刀で相手の足元を挟み込むように攻撃する。
ボタンにより突進距離が変わり、隙も若干変化する。姿勢が低くなるため、判定の高い飛び道具なら潜りながら攻撃が可能。
雫狩（しずくがり）
「露祓」後の追加派生技。「露祓」のガードやヒットを問わず、追加入力が可能。
追加入力受付後、跳び上がりながら上から下へと斬り上げる。

天咆輪・陽（てんぽうりん・よう）
『侍魂』、『アスラ斬魔伝』における修羅の必殺技。身体を捻り、回転しながら跳び上がりつつ相手を斬り付ける対空系必殺技。ボタンの強弱によって飛距離や無敵時間などが異なる。
『侍魂』では修羅の必殺技。攻撃発生が早く出だしに無敵時間があり、対空技に最適だが、空振りするとスキが大きい。
『アスラ斬魔伝』、『NBC』、『SVC』では後述の追加技がなく、「天咆輪」表記となっている。
『SAMURAI SPIRITS（2019）』では『アスラ斬魔伝』などと同じく追加技がないが、表記は「天咆輪・陽」のまま。
天咆輪・陰（てんぽうりん・いん）
「天咆輪・陽」の追加技。相手を斬り刻むようにしながら吹き飛ばす。
首刀（くびかたな）
『侍魂』、『アスラ斬魔伝』における修羅の必殺技。上段のコマンド投げ。
間合いが広く、防御キャンセルが可能。
黄泉落とし（よみおとし）
『侍魂』、『アスラ斬魔伝』における修羅の必殺技。コマンド投げ。
下段蹴りで相手の体勢を崩してから頭に飛び乗り、フランケンシュタイナーの要領で相手の頭を地面に叩き付ける。
『SAMURAI SPIRITS（2019）』では後述の「奈落落とし」「影践」と統合され、相手の頭を踏み付けるところまでがセットになっている。
奈落落とし（ならくおとし）
「黄泉落とし」の追加技。「黄泉落とし」で地面に倒れた相手に刀を突き刺す。
影践（かげふみ）
「奈落落とし」の追加技。「奈落落とし」のあと、さらに相手の頭を踏み付ける。
顎（あぎと）
『アスラ斬魔伝』でのみ使用する、「黄泉落とし」の追加技。「黄泉落とし」で地面に倒れた相手の首を足で挟んで締め上げる。

空華 阿（くうげ あ）、空華 吽（くうげ うん）
『侍魂』、『アスラ斬魔伝』における修羅の必殺技。
ともに空中で一回転する移動技。「阿」は前に移動して、「吽」は後ろに移動する。「吽」はバックジャンプよりスタミナゲージの消費が少ない。
蓮華舞（れんげまい）
『侍魂』、『アスラ斬魔伝』における修羅の必殺技。空中から出すコマンド投げ。
地上の相手しか仕掛けられない上に、この技自体に攻撃力はない。ヒットすると後述の「結跏跌挫」に移行し、そこから「昇華」か「散華」に移行することで、初めてダメージが発生する。
『アスラ斬魔伝』では、前述の「空華・阿」と「空華・吽」からも派生できる。
結跏跌挫（けっかふざ）
相手の肩に乗っている状態。ここから「昇華」か「散華」に移行することで、初めてダメージが発生する。
昇華（しょうか）
蓮華舞ヒット後の追加技。相手を斬り付けながら後ろに飛び退く。
散華（さんげ）
蓮華舞ヒット後の追加技。相手を斬り付けながら飛び越える。
八葉（はちよう）
結跏跌挫の状態のまま移動する。相手にダメージは与えない。
レバーの八方向に対応した技名が付けられており、十二時方向から時計回りに「宝幢（ほうとう）」、「普賢（ふけん）」、「開敷華王（かいふかおう）」、「文殊（もんじゅ）」、「無量寿（むりょうじゅ）」、「観自在（かんじざい）」、「天鼓雷音（てんこらいおん）」、「弥勒（みろく）」となる。

蓮華舞・昇華
『SAMURAI SPIRITS（2019）』における「蓮華舞」の一種。前述の「蓮華舞」から「昇華」および「散華」までの流れを統合したような形となっており、前方に小さくジャンプし、相手を掴んだ場合は両手の刀で首元を斬り裂く。
蓮華舞・忘鐘
『SAMURAI SPIRITS（2019）』における「蓮華舞」の一種。投げ技ではなく、小さくジャンプした後に刀で斬り払うように攻撃する。
冥華（めいげ）
『NBC』、『SVC』で使用する技。低空で宙返りをして、中段の踵落としを繰り出す。
降臨（こうりん）
『NBC』、『SVC』で使用する技。空中から急降下し、斬り付ける。
沙喇（さら/シャーラ）
『侍魂』における羅刹の必殺技。「天咆輪・陽」とほぼ同じ技。
双鷲（そうじゅ / シャーラ）
『侍魂』における羅刹の必殺技。「天咆輪・陰」とほぼ同じ技。
刹那（せつな / クシャナ）
『侍魂』における羅刹、『アスラ斬魔伝』における半陰となりし色の必殺技。ボタンに対応した方向へワープする。
『NBC』では、空中でも使用可能で、発動から消える間と消えてから出現する間にスキがある。
無憂華（むゆうか / アショーカ）
『侍魂』における羅刹、『アスラ斬魔伝』における半陰となりし色の必殺技。
相手に背を向け、攻撃を受けると斬撃で反撃する当て身技。発生が遅くダメージは小さい。
無明（むみょう / アビドヤー）
『侍魂』における羅刹、『アスラ斬魔伝』における半陰となりし色の必殺技。
コマンド投げ。ヒットすると相手にキスをし、失敗した場合は空振りモーションを取る。
ヒットすると相手の頭上に髑髏のマークが出現、相手のレバー入力を上下左右逆にするステータス異常を与える。
ステータス異常は色が攻撃を受けるか、一定時間で回復する。
波羅夷（はらい / パーラジカ）
『侍魂』における羅刹、『アスラ斬魔伝』における半陰となりし色の必殺技。『侍魂』では体力低下時、『アスラ斬魔伝』では怒り時のみ使用可能。
相手を押し倒し、体力が徐々に減るステータス異常を与えるコマンド投げ。『アスラ斬魔伝』では怒り時のみ使用可能。
転法輪（てんぽうりん / ダルマーチャクラープラヴァルタナ）
『侍魂』における羅刹、『アスラ斬魔伝』における半陰となりし色の必殺技。
巨大な円盤状の気弾を飛ばす飛び道具。攻撃発生は遅いが威力が高い。
無常（むじょう / アニトヤ）
『侍魂』における羅刹、『アスラ斬魔伝』における半陰となりし色の必殺技。
中段の突進技。攻撃発生は遅いが、突進時には一旦姿が消える。
択滅（たくめつ / プラティサンクヒヤーニローダ）
『アスラ斬魔伝』における半陰となりし色の技。ガード不能の踵落としを繰り出す。
慈悲（じひ / カルナー）
『アスラ斬魔伝』における半陰となりし色の技。
光を放ち、ヒットした場合は自分の腹部を光の槍で貫き、それに追随するように相手も同じ動作をすることで双方にダメージを与える。
発動時の光はガード不能だが、その代わり相手に与えるダメージより自分が受けるダメージの方が大きい。
蒼空神（そうくうしん / ヴァルナ）
『アスラ斬魔伝』における半陰となりし色の技。
空中に浮遊する技。攻撃を受けるか一定時間経過で浮遊状態は解除される。
頗梨（はり / スパティカ）
「蒼空神」の追加技。ホーミング効果を持った光弾を発射する。
摩尼（まに / マニ）
「蒼空神」の追加技。斜め下方に光弾を発射し、地面で一度跳ねさせる。
閼伽（あか / アルグヤ）
「蒼空神」の追加技。怒り時のみ使用可能で、3つの光弾を一度に発射する。

### 秘奥義（超必殺技）
天魔波旬（てんまはじゅん）
『侍魂』における修羅の秘奥義。
突進して、ヒットすると相手をロックして乱舞を叩き込み、最後は「天咆輪」で締める。ボタンによって、距離や発生が変わる。
突進中は上半身が無敵のため、対空技や飛び道具をすり抜けつつダメージを与えることが可能。
涅槃（ねはん / ニルヴァーナ）
『侍魂』における羅刹の秘奥義。
突進後に相手の首に足をかけて切り付けた後、地面に倒れた相手に刀を刺して爆発させる技。
色咒（しきしゅ / ルーパ）
『侍魂』における羅刹、『アスラ斬魔伝』における半陰となりし色の秘奥義。
突進して、ヒットすると相手に跨り、精気を吸い取る。
ダメージは比較的少なめだが、色自身が体力を回復するという特徴を持つ。
『NBC』ではパワーゲージを2本消費し発動する超必殺技で、攻撃発生が非常に早く割り込みに使え、突進中は上半身無敵となっている。
色蘊（しきうん / ルーパ＝スカンダ）
『アスラ斬魔伝』における半陰となりし色の秘奥義。
色の周りを囲むように発生した六つの白い光弾を、一気に撃ち出す。
単発技で、発生まではかなり遅いが発射された光弾の弾速は速く、ダメージも大きい。
五蘊無明（ごうんむみょう）
『SAMURAI SPIRITS（2019）』における秘奥義。
相手の立ち位置に鎖を発生させ拘束したあと、ワープで目の前に出現し、相手の頭を持ち上げて顔を近付ける仕草をしたあと、2本の刀で首を斬り付ける。

## 登場作品
- サムライスピリッツシリーズ
  - SAMURAI SPIRITS 〜侍魂〜
  - SAMURAI SPIRITS2 〜アスラ斬魔伝〜
  - SAMURAI SPIRITS (2019年版)
  - サムライスピリッツ新章〜剣客異聞録 甦りし蒼紅の刃〜（命のエンディングに登場）
  - サムライスピリッツ!（隠しキャラクター）
  - サムライスピリッツ!2
- その他
  - SNK VS. CAPCOM SVC CHAOS
  - NEOGEO BATTLE COLISEUM
  - SNK GALS' FIGHTERS
  - Days of Memories 〜大江戸恋愛絵巻〜
  - パチスロ・サムライスピリッツ鬼

## キャスト
- 南かおり（『サムライスピリッツ 〜侍魂〜』、『サムライスピリッツ2 〜アスラ斬魔伝〜』、『SVC CHAOS』、『ネオジオバトルコロシアム』）
- 森永千才（『SAMURAI SPIRITS (2019年版)』[4]）
- 田中理恵（『サムライスピリッツ鬼』[17]）
- 長尾明希（『侍魂オンライン 朧月伝』[18]）

## 関連人物
- 覇王丸 - 自分と対になるべき男。
- 壊帝ユガ - 自分を操っていた存在。後に離反。
- 反面のアスラ - 心を通わせ、彼の子供を身籠る。
- 命 - 娘。